# Podprzestrzeń liniowa
Podprzestrzeń liniowa a. wektorowa – podzbiór przestrzeni liniowej, który sam jest przestrzenią liniową z działaniami dziedziczonymi z wyjściowej przestrzeni. Równoważnie, podzbiór {\displaystyle U} przestrzeni liniowej {\displaystyle V} nad ciałem {\displaystyle K} jest podprzestrzenią liniową wtedy i tylko wtedy, gdy dla wszystkich wektorów {\displaystyle \mathbf {u} ,\mathbf {v} \in U} i skalarów {\displaystyle a\in K} spełnione są warunki:
{\displaystyle 0\in U,}
{\displaystyle a\mathbf {u} \in U,}
{\displaystyle \mathbf {u} +\mathbf {v} \in U}.
Innymi słowy, podprzestrzeń liniowa danej przestrzeni liniowej to podzbiór {\displaystyle U} zamknięty ze względu na mnożenie przez skalar i ze względu na dodawanie wektorów, oba działania w podprzestrzeni są więc dobrze określone a spełnianie przez nie aksjomatów przestrzeni liniowej wynika z tego, że {\displaystyle U} jest podzbiorem {\displaystyle V.}
Powyższą charakteryzację można wyrazić również następująco: podprzestrzeń liniowa to taki podzbiór przestrzeni liniowej, do którego należy każda kombinacja liniowa jego dwóch elementów; z zasady indukcji matematycznej wynika, że jest to równoważne temu, by należała do niego dowolna kombinacja liniowa każdej skończonej liczby jego elementów.

## Przykłady

Na szaro, zielono i żółto zaznaczono dwuwymiarowe podprzestrzenie (płaszczyzny) trójwymiarowej przestrzeni euklidesowej; na niebiesko zaznaczono podprzestrzeń jednowymiarową (prostą). Dobór układu współrzędnych nie jest istotny.

- W każdej przestrzeni liniowej {\displaystyle V} zbiory {\displaystyle \{\mathbf {0} \}} oraz cała przestrzeń {\displaystyle V} są podprzestrzeniami; pierwsza z nich nazywana jest trywialną, druga – niewłaściwą.
- W przestrzeni współrzędnych {\displaystyle \mathbb {R} ^{2}} podzbiór złożony z wektorów postaci {\displaystyle [t,3t]} dla {\displaystyle t\in \mathbb {R} } jest podprzestrzenią (jednowymiarową), którą geometrycznie można interpretować jako prostą przechodzącą przez początek układu współrzędnych i punkt {\displaystyle (1,3).}
- Podobnie w przestrzeni {\displaystyle \mathbb {R} ^{3}} podzbiór złożony z wektorów postaci {\displaystyle [t,3t,s],} gdzie {\displaystyle t,s} są dowolnymi liczbami rzeczywistymi, jest (dwuwymiarową) podprzestrzenią, którą można interpretować geometrycznie jako płaszczyznę przechodzącą przez początek układu współrzędnych oraz punkty {\displaystyle (0,0,1)} i {\displaystyle (1,3,0).}
- W przestrzeni liniowej {\displaystyle \mathbb {R} ^{\mathbb {N} }} wszystkich ciągów o wartościach rzeczywistych następujące zbiory są podprzestrzeniami liniowymi:
  - zbiór ciągów stałych,
  - zbiór ciągów zbieżnych,
  - zbiór ciągów zbieżnych do 0 (zob. przestrzeń c0),
  - zbiór ciągów ograniczonych[2][3].
- Jeżeli {\displaystyle V} jest przestrzenią unitarną, to dopełnienie ortogonalne jego dowolnej podprzestrzeni jest podprzestrzenią przestrzeni V.

## Działania na podprzestrzeniach
Niech {\displaystyle V} będzie przestrzenią liniową.
- Część wspólna dowolnie wielu podprzestrzeni liniowych przestrzeni {\displaystyle V} jest podprzestrzenią liniową[4]. Istotnie, każda kombinacja liniowa elementów części wspólnej rodziny podprzestrzeni liniowych należy do tej części wspólnej, jako że należy ona do każdej z podprzestrzeni, których część wspólną się rozważa.

- Dla rodziny {\displaystyle U_{1},\dots ,U_{n}} podprzestrzeni liniowych przestrzeni {\displaystyle V} definiuje się ich sumę algebraiczną

{\displaystyle U_{1}+\ldots +U_{n}:=\{\mathbf {u} _{1}+\ldots \mathbf {u} _{n}\colon \mathbf {u} _{1}\in U_{1},\dots ,\mathbf {u} _{n}\in U_{n}\}.}
Suma algebraiczna {\displaystyle U_{1}+\ldots +U_{n}} podprzestrzeni liniowych jest podprzestrzenią liniową przestrzeni {\displaystyle V}.
Dowód
Niech
{\displaystyle \mathbf {x} ,\mathbf {y} \in U_{1}+\ldots +U_{n}.}
Wówczas
{\displaystyle \mathbf {x} =\mathbf {x} _{1}+\ldots +\mathbf {x} _{n},\;\mathbf {y} =\mathbf {y} _{1}+\ldots +\mathbf {y} _{n}}
dla pewnych {\displaystyle \mathbf {x} _{i},\mathbf {y} _{i}\in U_{i}.} Oznacza to, że
{\displaystyle \mathbf {x} +\mathbf {y} =\mathbf {x} _{1}+\ldots +\mathbf {x} _{n}+\mathbf {y} _{1}+\ldots +\mathbf {y} _{n}=\underbrace {\mathbf {x} _{1}+\mathbf {y} _{1}} _{\in U_{1}}+\ldots +\underbrace {\mathbf {x} _{n}+\mathbf {y} _{n}} _{\in U_{n}}\in U_{1}+\ldots +U_{n}.}
Niech {\displaystyle \mathbf {x} \in U+W,} zaś {\displaystyle c} będzie skalarem. Korzystając z tego samego przedstawienia wektora {\displaystyle \mathbf {x} } co wyżej uzyskuje się
{\displaystyle c\mathbf {x} =c(\mathbf {x} _{1}+\ldots +\mathbf {x} _{n})=\underbrace {c\mathbf {x} _{1}} _{\in U_{1}}+\ldots +\underbrace {c\mathbf {x} _{n}} _{\in U_{n}}\in U_{1}+\ldots +U_{n}.}
Powyższa konstrukcja przenosi się na dowolną rodzinę {\displaystyle \{U_{i}\colon i\in I\}} podprzestrzeni liniowych {\displaystyle V.} Ich sumę algebraiczną definiuje się jako
{\displaystyle \sum _{i\in I}U_{i}={\Big \{}\mathbf {x} _{1}+\ldots +\mathbf {x} _{n}\colon \mathbf {x} _{1},\dots ,\mathbf {x} _{n}\in \bigcup _{i\in I}U_{i}{\Big \}}.}
Podobnie jak w skończonym przypadku, suma algebraicznej dowolnej rodziny podprzestrzeni liniowych jest podprzestrzenią liniową.
Sumę algebraiczną {\displaystyle U_{1}+\ldots +U_{n}} nazywa się prostą, gdy {\displaystyle U_{i}\cap U_{j}=\{0\}} dla {\displaystyle i\neq j;} stosuje się wówczas oznaczenie {\displaystyle U_{1}\oplus \ldots \oplus U_{n}.}
Rodzina wszystkich podprzestrzeni liniowych przestrzeni {\displaystyle V} wraz z działaniami {\displaystyle +} i {\displaystyle \cap } tworzy kratę zupełną, w której infimum dowolnej rodziny podprzestrzeni jest ich część wspólna natomiast supremum dowolnej rodziny podprzestrzeni jest ich (możliwie nieskończona) suma algebraiczna.

## Wymiar i kowymiar
Niech {\displaystyle V} będzie przestrzenią liniową. Ponieważ każda podprzestrzeń liniowa przestrzeni {\displaystyle V} sama jest przestrzenią liniową można mówić o jej wymiarze (oznaczanym symbolem {\displaystyle \dim }), tj. mocy (dowolnej) bazy tej przestrzeni.
Niech {\displaystyle U} i {\displaystyle W} będą podprzestrzeniami liniowymi przestrzeni {\displaystyle V.} Między wymiarami przestrzeni {\displaystyle U+W} i {\displaystyle U\cap W} zachodzi związek
{\displaystyle \dim(U+W)+\dim(U\cap W)=\dim U+\dim W.}
W szczególności
{\displaystyle \dim(U\oplus W)=\dim U+\dim W.}
Przeciwne twierdzenie również zachodzi, tj. jeżeli {\displaystyle U_{1},\dots ,U_{n}} są takimi podprzestrzeniami liniowymi przestrzeni {\displaystyle V,} że
{\displaystyle \dim V=\dim U_{1}+\ldots +\dim U_{n},}
to
{\displaystyle V=U_{1}\oplus \ldots \oplus U_{n}.}
Niech {\displaystyle U} oraz {\displaystyle W} będą podprzestrzeniami {\displaystyle V.} Kowymiarem podprzestrzeni {\displaystyle U} w {\displaystyle V,} oznaczanym {\displaystyle \mathrm {codim} \;U} nazywa się wymiar przestrzeni ilorazowej {\displaystyle V/U.} Jeżeli {\displaystyle V} jest przestrzenią skończenie wymiarową, to
{\displaystyle \dim V/U=\dim V-\dim U.}

## Podprzestrzeń liniowa generowana przez zbiór wektorów
Niech {\displaystyle V} będzie przestrzenią liniową nad ciałem {\displaystyle K.} Dla każdego (niekoniecznie skończonego) podzbioru {\displaystyle A} przestrzeni liniowej {\displaystyle V} definiuje się podprzestrzeń generowaną przez zbiór {\displaystyle A,} {\displaystyle \mathrm {lin} \,A} (inne symbole: {\displaystyle \mathrm {span} \,A,\;\langle A\rangle }), jako zbiór wszystkich kombinacji liniowych elementów zbioru {\displaystyle A,} tj.
{\displaystyle \mathrm {lin} \,A={\big \{}c_{1}\mathbf {v} _{1}+\ldots +c_{k}\mathbf {v} _{k}\colon c_{i}\in K,\;\mathbf {v} _{i}\in A,i\leqslant k,\;k\in \mathbb {N} \}.}
Zbiór {\displaystyle \mathrm {lin} \,A} jest podprzestrzenią liniową przestrzeni {\displaystyle V;} jest to najmniejsza (w sensie zawierania) podprzestrzeń liniowa przestrzeni {\displaystyle V,} która zawiera zbiór {\displaystyle A}. Zbiór {\displaystyle A} nazywany jest zbiorem generującym albo zbiorem rozpinającym podprzestrzeń {\displaystyle \mathrm {lin} \,A,} a przestrzeń {\displaystyle \mathrm {lin} \,A} podprzestrzenią generowaną albo rozpiętą przez zbiór {\displaystyle A} bądź także otoczką liniową albo powłoką liniową zbioru {\displaystyle A.}
Jeżeli zbiór {\displaystyle A} generuje przestrzeń {\displaystyle V,} to nie musi być on jej bazą – np. przestrzeń {\displaystyle V} jest generowana przez samą siebie. Dla zbioru {\displaystyle A\neq \{0\}} generującego przestrzeń {\displaystyle V} następujące warunki są równoważne
1. zbiór {\displaystyle A} jest bazą przestrzeni {\displaystyle V,}
2. zbiór {\displaystyle A} jest liniowo niezależny,
3. każdy wektor przestrzeni {\displaystyle V} można przedstawić w sposób jednoznaczny w postaci kombinacji liniowej elementów zbioru {\displaystyle A}[11].

### Przykłady
- Jeżeli {\displaystyle A} i {\displaystyle B} są podprzestrzeniami liniowymi przestrzeni {\displaystyle V,} to

{\displaystyle \mathrm {lin} \,A=A} oraz {\displaystyle \mathrm {lin} \,(A\cup B)=A+B.}
- Podprzestrzeń przestrzeni {\displaystyle \mathbb {R} ^{2}} generowana przez zbiór {\displaystyle \{[1,3]\}} opisana jest w drugim z przykładów.

## Literatura dodatkowa
- Aleksiej I. Kostrikin: Wstęp do algebry. Cz. 2: Algebra liniowa. Warszawa: Wydawnictwo Naukowe PWN, 2004. ISBN 83-01-14267-7.